# In Love for a While
Singles de Anna Rossinelli
Joker
(juin 2011)
Chansons représentant la Suisse au Concours Eurovision de la chanson
Il pleut de l'or
(2010) Unbreakable
(2012)
In Love for a While est la chanson représentant la Suisse au Concours Eurovision de la chanson 2011. Elle est interprétée par Anna Rossinelli.

## Histoire
La chanson et son interprète sont sélectionnées à l'issue d'un télévote organisé par les organismes régionaux de la Société suisse de radiodiffusion et télévision. Anna Rossinelli et In Love for a While, issues du télévote et du jury de la Schweizer Fernsehen, l'emportent le 11 décembre 2010 avec 23,93 % des suffrages du télévote national.
Le clip est diffusé pour la première fois le 5 mars 2011. Il met en scène Anna Rossinelli et son groupe dans un grand appartement avec vue sur la ville.
La Suisse participe d'abord à la première demi-finale le 10 mai 2011. La chanson est la huitième de la soirée, suivant Get You interprétée par Alekseï Vorobiev pour la Russie et précédant One more day interprétée par Eldrine pour la Géorgie.
À la fin des votes, la chanson reçoit 74 points et prend la dixième place sur dix-neuf participants. Elle fait partie des dix chansons sélectionnées pour la finale.
En finale, la chanson suisse est la treizième de la soirée, suivant Madness of Love interprétée par Raphael Gualazzi pour l'Italie et précédant I Can interprétée par Blue pour le Royaume-Uni.
À la fin des votes, la chanson reçoit 19 points (dix du Royaume-Uni, cinq de la Serbie et quatre de la Slovaquie) et prend la dernière place sur vingt-cinq participants.

## Liste des titres
| No | Titre                                 | Durée |
| -- | ------------------------------------- | ----- |
| 1. | In Love for a While (Radio Version)   | 2:49  |
| 2. | In Love for a While (Brass Remix)     | 2:49  |
| 3. | In Love for a While (Karaoke Version) | 2:47  |

## Classement des ventes
| Classement (2011)   | Position |
| ------------------- | -------- |
| Swiss Airplay Chart | 8        |
| Schweizer Hitparade | 3        |